# Nguyễn Ngọc Bằng
Nguyễn Ngọc Bằng là Trung tướng Công an nhân dân Việt Nam. Ông nguyên là Tổng cục trưởng Tổng cục Cảnh sát Thi hành án hình sự và Hỗ trợ Tư pháp, Bộ Công an Việt Nam (2015-2018). 

## Sự nghiệp
Năm 2012, 2013, ông là Thiếu tướng, Phó Tổng cục trưởng Tổng cục Cảnh sát thi hành án hình sự và hỗ trợ tư pháp (Tổng cục VIII, Bộ Công an).
Tháng 10 năm 2014, ông là Thiếu tướng, quyền Tổng cục trưởng Tổng cục Cảnh sát thi hành án hình sự và hỗ trợ tư pháp.
Ngày 19 tháng 1 năm 2015, Thiếu tướng Nguyễn Ngọc Bằng được Thủ tướng Chính phủ Nguyễn Tấn Dũng bổ nhiệm giữ chức Tổng cục trưởng Tổng cục VIII (Bộ Công an) (Quyết định số 86/QĐ-TTg) thay ông Cao Ngọc Oánh nghỉ hưu từ ngày 1/11/2014.
Năm 2016, ông mang quân hàm Trung tướng.
Tháng 4 năm 2016, ông là Trung tướng, Ủy viên Đảng ủy Công an Trung ương, Bí thư Đảng ủy, Tổng cục trưởng Tổng cục Cảnh sát thi hành án hình sự và hỗ trợ tư pháp.
Tháng 3 năm 2018, Nguyễn Ngọc Bằng là Trung tướng, Ủy viên Đảng ủy Công an Trung ương, Tổng cục trưởng Tổng cục Cảnh sát Thi hành án hình sự và Hỗ trợ tư pháp (Tổng cục VIII).
Từ ngày 06/08/2018, giải thể tất cả các tổng cục bộ công an, nên ông kết thúc chức vụ tổng cục trưởng.

## Lịch sử thụ phong quân hàm
- Trung tướng (2016)